# Alberto Tavazzi
Alberto Tavazzi (Roma, 25 marzo 1912 – Roma, 22 aprile 2006) è stato un pittore, attore e sceneggiatore italiano.

## Biografia
Nato da una famiglia di noti antiquari romani (Tavazzi - Jandolo) da giovane seguì gli studi di pittura, restauro, affresco, arti ornamentali, architettura e scenografia presso gli studi di artisti dell'epoca quali Armando Spadini e Venturini.
Conseguita la licenza superiore al liceo artistico si iscrisse alla facoltà di architettura, frequentando nello stesso tempo l'Accademia Inglese e l'Accademia di S. Luca dalle quali ottenne riconoscimenti.
Nel 1933, abilitato all'insegnamento di disegno, avviò nel suo studio di Roma una libera attività didattica, che in anni successivi continuò a svolgere prima a Bari poi a Londra.
L'attività artistica di Tavazzi è stata intensa particolarmente tra il 1936 e il 1958, diversificandosi su più campi, principalmente in quello della pittura ed in quello dello spettacolo.
Per i suoi oli, le tempere, gli acquerelli, i disegni, le decorazioni di interni l'artista è stato apprezzato sia in Italia che all'estero, in particolare a Londra dove si trasferì nel 1947. In quella stessa città nel 1949 fu invitato ad esporre alla prestigiosa  St. George Gallery in Grosvenor Street.
Rientrato in Italia nel 1950 tenne una personale alla galleria "L'Obelisco" di Roma, e nel 1951 partecipò alla IX triennale di Milano, quindi alla Esposizione Nazionale d'Arte Figurativa.
I suoi lavori sono stati spesso presenti nelle principali gallerie di Roma fino agli anni settanta, e la sua attività di pittore è proseguita fino agli anni novanta.
Nel 1936 fu introdotto nel mondo dello spettacolo da Anton Giulio Bragaglia ed iniziò la sua collaborazione quale sceneggiatore, aiuto regista e attore, con altri noti registi del tempo, quali Blasetti, Alessandrini, Steno, Roberto Rossellini, Vittorio Metz, Korda, Mankiewicz. Nel 1942 fu protagonista del film di Rossellini L'uomo dalla croce e successivamente aiuto regista ed attore di Roma città aperta. Nel 1951 realizzò la scenografia del film Totò e i re di Roma, di Steno e Monicelli.
Nel 1952 fece parte della spedizione italiana in Amazzonia, di cui redasse il giornale di viaggio, annotando in disegni ed acquarelli immagini dei luoghi visitati.
Ritirato a vita privata per motivi di salute, Alberto Tavazzi è morto a Roma nel 2006 a 94 anni.

## Filmografia

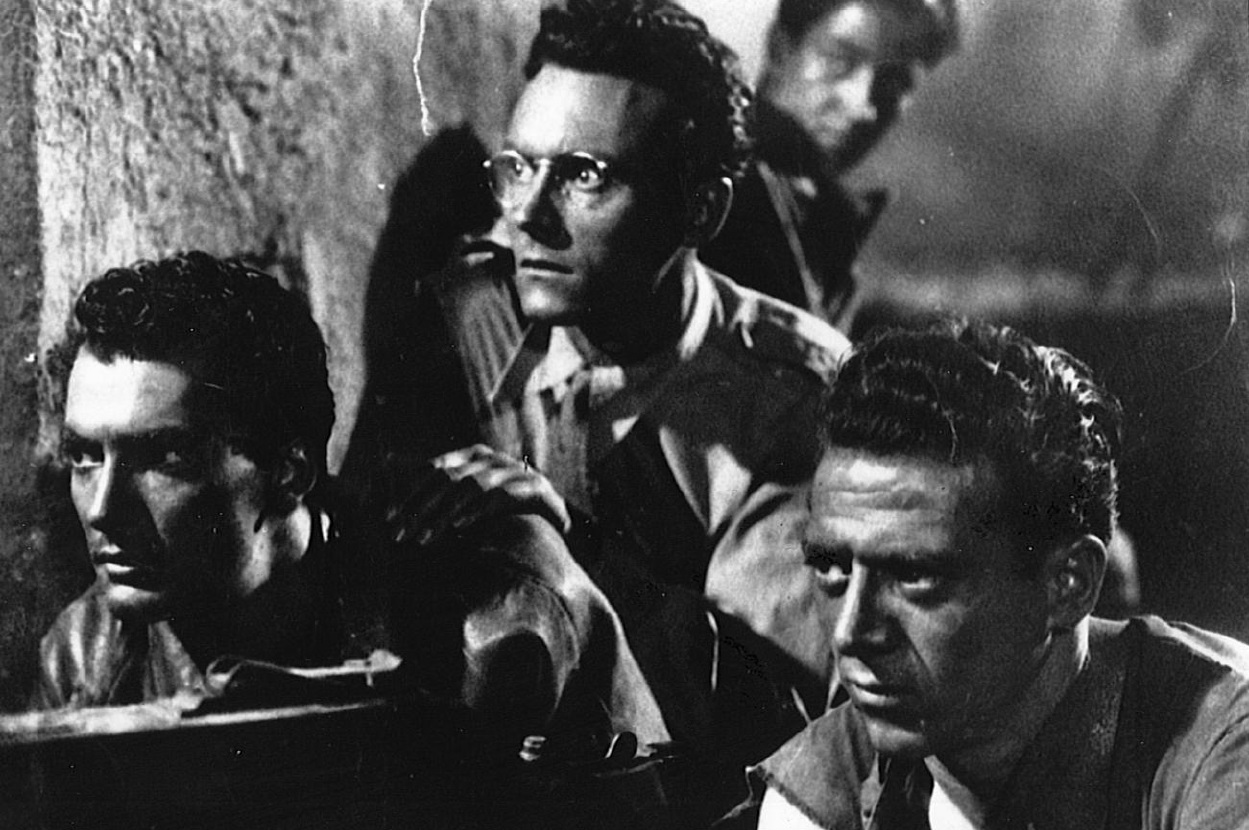
Alberto Tavazzi, al centro, nel film L'uomo dalla croce (1943)

### Scenografo
- Equatore (1939)
- Terra di nessuno, regia di Mario Baffico (1939)
- L'uomo della legione (1940)
- Mare, regia di Mario Baffico (1940)
- Incanto di mezzanotte (1940)
- Sette ore di guai (1951)
- Totò e i re di Roma (1951)
- I morti non pagano tasse, regia di Sergio Grieco (1952)
- Il tallone d'Achille (1952)
- Non è vero... ma ci credo, regia di Sergio Grieco (1952)
- Totò e le donne (1952)

### Attore
- L'uomo dalla croce (1943)
- Nessuno torna indietro (1943)
- Roma città aperta (1945)